# Kroksjöarna, Ångermanland
Kroksjöarna är en sjö i Kramfors kommun i Ångermanland och ingår i Ångermanälven-Gådeåns kustområde. Sjön har en area på 0,268 kvadratkilometer och ligger 298,2 meter över havet.

## Delavrinningsområde
Kroksjöarna ingår i det delavrinningsområde (698125-158383) som SMHI kallar för Utloppet av Kroksjöarna. Medelhöjden är 337 meter över havet och ytan är 2,16 kvadratkilometer. Det finns inga avrinningsområden uppströms utan avrinningsområdet är högsta punkten. Vattendraget som avvattnar avrinningsområdet har biflödesordning 2, vilket innebär att vattnet flödar genom totalt 2 vattendrag innan det når havet efter 29 kilometer. Avrinningsområdet består mestadels av skog (88 procent). Avrinningsområdet har 0,27 kvadratkilometer vattenytor vilket ger det en sjöprocent på 12,2 procent.